# 大転石
大転石（だいてんせき）とは常願寺川流域の平野部に点在する、常願寺川の急流と飛越地震の土石流により流された巨石群の名称である。富山市及び立山町に見られる。

## 概要
大転石の巨石群は1858（安政5）年の飛越地震の大土石流によって下流に流されたものと言われ、直径4メートルを超える巨石が火花を立てながら流れてきたと伝えられる。
国交省北陸地方整備局の発表によると、直径4メートル以上の巨石が41個あるという。そのうちのいくつかは常願寺川の河川敷から離れた位置にあり、氾濫の凄まじさをうかがわせる。

## 各地の大転石

### 大場の大転石
直径6.5メートル、重量推定400t。

### 西番の大転石
大転石の「供養塔」がある。洪水で流されてきた遺骸がこの地に淀んだため、西番住民が供養したと伝わっている。

### 西大森の大転石
直径7.2ｍ、周囲32.4ｍといわれる転石である。上部に水神が祭られている。大洪水の時この大岩によって濁流の向きが変わり、堤防の決壊を免れたことを住民が感謝して水神を祀った。

## 交通アクセス
公共交通
富山地方鉄道立山線釜ヶ淵駅から徒歩30分程度。
車
北陸自動車道の流杉ICから車で5分。